# الفرقة المجوقلة السادسة في فلسطين

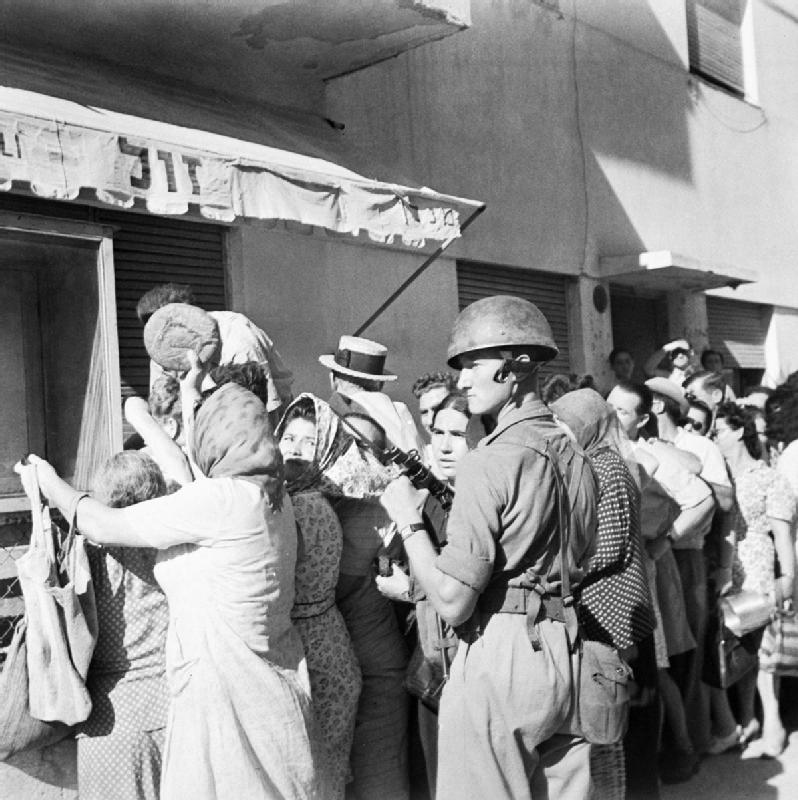
جندي من الفرقة السادسة المحمولة جوا البريطانية يحافظ على النظام خارج متجر الخباز في تل أبيب.

تم نشر الفرقة المجوقلة السادسة في فلسطين في البداية كاحتياطي استراتيجي إمبراطوري. كان من المتصور أن تلعب دور قوة حفظ سلام متنقلة، في وضع يمكنها من الاستجابة بسرعة للانتقال إلى أي منطقة من الإمبراطورية البريطانية. في الواقع، لعب الفرقة دورا في الأمن الداخلي بين عامي 1945 و1948.
فلسطين كانت الانتداب البريطاني منذ نهاية الحرب العالمية الأولى. بموجب شروط الانتداب، كانت بريطانيا العظمى مسؤولة عن الحكومة والأمن في البلاد. كان الهدف البريطاني المعلن منذ فترة طويلة هو إقامة وطن لليهود في فلسطين، وبين عامي 1922 و1939 وصل أكثر من 250,000 مهاجر يهودي إلى البلاد. ومع ذلك، دفعت المقاومة العربية والحرب العالمية الثانية البريطانيين إلى الحد من الهجرة. كما شهد الوقت صعود حركة المقاومة اليهودية، والتي دخلت في نهاية المطاف في صراع مع السلطات البريطانية.
عندما وصلت الفرقة السادسة المحمولة جوا البريطانية وردا على تزايد النشاط الإرهابي، أصبحت ضالعة في الأمن الداخلي، حيث كانت مسؤولة عن عمليات البحث والتفتيش وحراسة القوافل والمنشآت الرئيسية. مع تدهور الوضع، كان على رجال الفرقة القيام بدوريات في البلدات والمدن وفرض حظر التجول والتعامل مع أعمال الشغب من قبل السكان المدنيين. كما قاموا بحماية المستوطنات اليهودية والعربية من العنف الطائفي. قُتل وجُرح العديد من أعضاء الفرقة خلال هذا الوقت.
تزامنت نهاية الانتداب البريطاني مع تقليص الجيش البريطاني بعد الحرب إلى مستويات زمن السلام، وتقلصت أعداد الفرقة تدريجياً. بحلول نهاية فترة خدمتهم في فلسطين، تقلصت قوة الفرقة من حيث القيمة الحقيقية، إلى أقل من حجم لواء. في عام 1948 تم حلها بعد فترة وجيزة من انسحابها من فلسطين.

## خلفية
في يوليو 1922، تم إنشاء الانتداب البريطاني على فلسطين. بموجب شروط الانتداب، كانت بريطانيا العظمى مسؤولة عن الحكومة والدفاع عن البلاد وعن إقامة وطن لليهود. ثم في سبتمبر 1922، قررت عصبة الأمم وبريطانيا العظمى إستثناء الأراضي الواقعة شرق نهر الأردن من شروط الانتداب. وبدلاً من ذلك أصبح هذا بلدًا منفصلًا يعرف باسم المملكة الأردنية الهاشمية.